# Tôn Nhất
Tôn Nhất (giản thể: 孙壹; phồn thể: 孫壹; bính âm: Sūn Yī; ? – 259), khả năng tên thật là Tôn Ý (giản thể: 孙懿; phồn thể: 孫懿; bính âm: Sūn Yì), là tướng lĩnh Đông Ngô và Tào Ngụy thời Tam Quốc trong lịch sử Trung Quốc.

## Cuộc đời
Tôn Nhất quê ở huyện Phú Xuân, quận Ngô, Dương Châu, là con trai thứ hai của Tôn Hoán (con thứ tư của Tôn Tĩnh, em trai Tôn Kiên). Tôn Nhất là em trai của Tôn Thừa, anh trai của Tôn Phong và hai người em gái gả cho Lã Cứ, Đằng Dận.
Năm 243, anh trai Tôn Thừa chết, không có con thừa tự. Tôn Nhất tập tước Sa Tiện hầu, phong chức Trấn nam tướng quân, Hạ Khẩu đốc, trấn thủ Hạ Khẩu.
Năm 253, Tôn Tuấn, Tôn Lượng phát động chính biến, giết hại Thái phó Gia Cát Khác. Tôn Lượng phái Tôn Nhất cùng Chu Tích, Toàn Hi hội quân tiêu diệt em trai của Khác là Công An đốc Gia Cát Dung. Gia Cát Dung cùng thế tự vẫn. Tôn Nhất nhờ công này mà thăng chức Trấn quân tướng quân, Giả tiết, vẫn đốc Hạ Khẩu như cũ.
Năm 256, Tôn Tuấn chết, Tôn Lâm nắm quyền. Lã Cứ, Đằng Dận muốn lật đổ Tôn Lâm, dẫn quân Bắc phạt quay về. Tôn Lâm cho Văn Khâm, Lưu Toản, Đường Tư bao vây Lã Cứ, Lưu Thừa bao vây Đằng Dận. Cuối cùng, Đằng Dận bị giết, Lã Cứ tự sát, đều bị tru di tam tộc. Tôn Phong cũng tự sát.
Tháng 6 (ÂL) năm 257, Tôn Lâm thừa dịp phái quân chi viện Gia Cát Đản, ra lệnh cho Chu Dị từ Hổ Lâm đánh lén Hạ Khẩu hòng tiêu diệt Tôn Nhất. Tôn Nhất biết được, dẫn theo em gái là vợ Đằng Dận cùng hơn nghìn người bộ khúc đầu hàng Tào Ngụy. Tôn Nhất được Tư Mã Sư phong làm Xa kỵ tướng quân, Nghi đồng tam ti, tước Ngô hầu, lại đem Hình quý nhân (vợ của Ngụy Phế đế Tào Phương) gả cho.
Năm 259, vợ chồng Tôn Nhất bị hạ nhân giết hại. Sách sử chép rằng vì Hình phu nhân có bản tính hay đố kỵ nên mới dẫn tới họa này.

## Trùng tên
Trong hoàng tộc Đông Ngô còn có một người khác cùng tên Tôn Nhất, hoặc là tên Tôn Ý. Uyển Lăng hầu Tôn Nhất là con trai thứ hai của Lỗ vương Tôn Bá. Năm 264, Tôn Hạo lên ngôi, cũng trả thù gia đình Tôn Bá. Tôn Nhất cùng anh trai Tôn Cơ, bà nội Tạ Cơ bị lưu đày đến Cối Kê.

## Trong văn hóa
Tôn Nhất không xuất hiện trong tiểu thuyết Tam quốc diễn nghĩa của La Quán Trung.